# Rapimento Urru, Gonyalons, Fernández de Rincón
Il Rapimento Urru, Gonyalons, Fernández de Rincón è stato un caso di sequestro di persona a scopo di estorsione avvenuto la notte tra sabato 22 e domenica 23 ottobre 2011 nel campo profughi Saharawi di Hassi Raduni, nel deserto algerino sud-occidentale; vittime del rapimento sono stati i tre cooperanti Rossella Urru, Ainhoa Fernandez de Rincon e Enric Gonyalons. I tre rapiti sono stati liberati il 18 luglio 2012 dopo 270 giorni di prigionia dietro il pagamento di un riscatto.
Si è trattato del primo caso di rapimento di cooperanti occidentali dai campi profughi Sahrawi, e secondo il capo della diplomazia saharawi Ould Salek ha avuto un duplice scopo: "Il primo, ovviamente, è quello di chiedere un riscatto. Il secondo è politico, si vuole credere che ci sia insicurezza nei campi di Tindouf per spaventare i donatori che si occupano di aiuti umanitari".

## Il rapimento

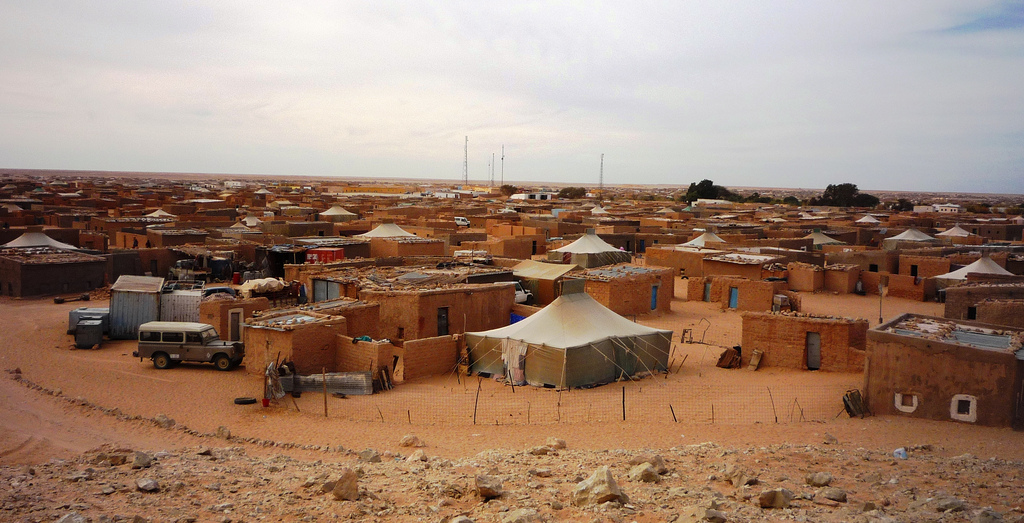
Campo profughi Saharawi

La notte tra sabato 22 e domenica 23 ottobre 2011 un gruppo armato si introdusse nel campo profughi di Hassi Raduni a bordo di fuoristrada. I rapitori entrarono con la forza nelle stanze dei cooperanti, prendendo in ostaggio i due spagnoli e la giovane italiana. Durante l'assalto ci fu uno scontro a fuoco nel quale rimasero feriti una delle guardie Saharawi e il cooperante Enric Gonyalons a un piede. Al momento del sequestro nel campo era presente un quarto cooperante, Alberto Jiménez Vallés, che si salvò poiché durante l'irruzione si trovava al telefono con sua moglie lontano dalle stanze loro assegnate. Il sequestro fu subito attribuito dai servizi segreti maliani alla filiale saharawi dell'AQMI (Al Qaeda per il Mahgreb Islamico).
Dopo un silenzio lungo più di un mese il 5 dicembre la polizia mauritana arrestò a Nouadhibou due profughi saharawi con l'accusa di aver collaborato al rapimento. 
Il 10 dicembre arrivò invece la rivendicazione del rapimento da parte di un gruppo dissidente dell'AQMI, il MUJAO (Movimento per l'unicità e la jihad in Africa Occidentale). La rivendicazione fu confermata da un video, diffuso due giorni dopo, in cui erano mostrati i tre ostaggi con alle spalle i sequestratori. Un secondo video venne diffuso il 3 gennaio 2012, in cui il capo del MUJAO minacciava la Francia utilizzando come sfondo le immagini dei tre sequestrati.
Il pomeriggio del 3 marzo 2012, la rete televisiva Al Jazeera annunciò la liberazione della sola Rossella Urru, avvenuta in cambio della scarcerazione di un terrorista Tuareg, Abdel Rahman Ould Madou. La notizia si diffuse rapidamente sui principali social network generando grande entusiasmo senza mai essere confermata ufficialmente dalla Farnesina che invece attraverso la sua inviata in Mauritania Margherita Boniver invitava alla prudenza. Il 7 marzo arrivò poi la smentita ufficiale da parte dei media mauritani.
Dopo la falsa liberazione, passarono altri due mesi prima che i rapitori tornassero a farsi vivi: il 2 maggio il MUJAO annunciò la richiesta di un riscatto 30 milioni di euro per la liberazione di Rossella Urru e Ahinoa Fernandez de Rincon. Il terzo rapito, Enric Gonyalons non fu invece menzionato. Una conferma sulla salute degli ostaggi arrivò poi il 16 giugno quando il presidente della Repubblica democratica araba Saharawi Mohamed Abdellaziz, durante una conferenza sui diritti umani svolta a Firenze dichiarò che i tre ostaggi erano ancora vivi e che le trattative per il loro rilascio proseguivano.
Il 18 luglio, dopo 9 mesi di prigionia, i tre cooperanti sono stati infine liberati. Secondo una fonte dei servizi segreti spagnoli, per la liberazione degli ostaggi è stato pagato un riscatto di alcuni milioni di euro da parte dei governi italiano e spagnolo. Secondo l'agenzia di stampa mauritana Ani, oltre al pagamento del riscatto, è stato decisivo il rilascio dell'estremista islamico Mamine Ould Oufkir.

## Gli ostaggi

### Rossella Urru
Cooperante italiana, nata a Samugheo il 22 marzo 1982 si è laureata nel 2007 all'Università di Ravenna in Cooperazione Internazionale alla facoltà di Conservazione dei Beni Culturali con una tesi sulla storia del popolo saharawi e la loro vita nei campi profughi algerini. Al momento del sequestro lavorava da due anni nel campo di Hassi Raduni per conto del CISP (Comitato Internazionale per lo Sviluppo di Popoli) coordinando un progetto finanziato dall’Unione europea. Il suo lavoro consisteva nel sostegno alla Mezzaluna rossa per verificare la qualità e la gestione degli aiuti umanitari, nella formazione del personale locale, soprattutto donne.

### Ainhoa Fernandez de Rincon
Cooperante spagnola, nata a Madrid nel 1982, esercita la professione di avvocato e ha ampia esperienza nel mondo del volontariato. Si trovava nel campo profughi come membro della ONG Asociación de Amigos del Pueblo Saharaui.

### Enric Gonyalons
Cooperante spagnolo, nato a Maiorca nel 1982, ha ampia esperienza come cooperante internazionale avendo lavorato nelle Filippine, in Palestina, Colombia, Camerun e Ruanda. Si trovava nel campo profughi come membro dell'ONG basca Mundubat.

## Reazioni internazionali

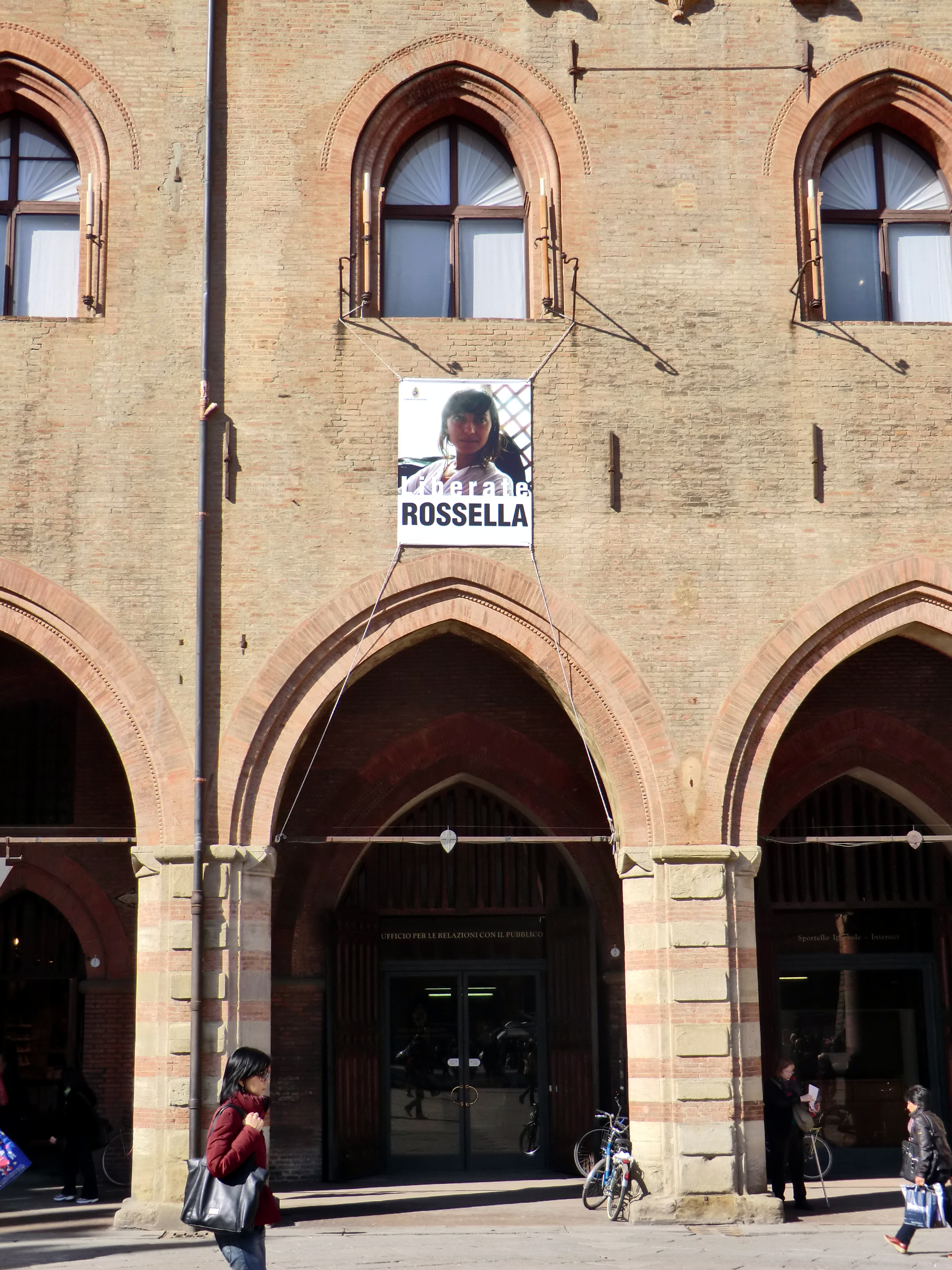
Un manifesto affisso dal Comune di Bologna per chiedere la liberazione della cooperante.

Dopo il rapimento, numerose polemiche sono nate sulla sicurezza dei campi profughi e sul presunto coinvolgimento dei ribelli saharawi nel rapimento ipotizzato dalla stampa mauritana. Il governo del Fronte Polisario ha respinto con forza le accuse dichiarando inoltre, attraverso il loro rappresentante in Italia, che il rapimento dei tre cooperanti è da considerare l'undici settembre del popolo saharawi.
Numerosi sono stati gli appelli per la liberazione dei rapiti. Oltre a quelli dei governi italiano, spagnolo e del Fronte Polisario, anche il segretario generale dell'ONU Ban Ki-Moon il 3 novembre 2011 ha chiesto la liberazione dei tre ostaggi.
In Italia, sin dal giorno del rapimento sono state numerose le iniziative e gli appelli per la liberazione dei cooperanti sequestrati, in particolare in Sardegna, regione natia di Rossella Urru, e in Emilia-Romagna dove la Urru ha compiuto i suoi studi universitari. Manifesti con l'appello "Rossella Libera" sono stati esposti fuori dagli edifici pubblici di diverse città in tutta Italia. Mentre subito dopo il rapimento l'interesse dei media tradizionali sulla vicenda è andato scemando, sul web e sui social network le iniziative per ricordare i tre rapiti sono state continue e numerose anche da parte di personaggi dello spettacolo come Antonio Di Bella, Michela Murgia e Fiorello che su twitter ha chiesto a tutti i suoi followers di cambiare per una settimana la foto e sostituirla con quella di Rossella. Dopo mesi di silenzio, il sequestro è tornato all'attenzione del pubblico l'ultima notte del Festival di Sanremo grazie all'appello fatto dalla cabarettista sarda Geppi Cucciari.